# Mistrovství světa ve fotbale klubů 2021
Mistrovství světa ve fotbale klubů 2021 bylo 18. ročníkem turnaje mužských fotbalových klubů, kteří se stali vítězi jednotlivých nejvyšších kontinentálních soutěží.
Na turnaji se střetlo šest vítězů jednotlivých nejvyšších kontinentálních soutěží a vítěz ligy pořadatelské země. Zástupci Evropy a Jižní Ameriky byli nasazeni přímo do semifinále.
Předchozí ročník vyhrál německý klub Bayern Mnichov z konfederace UEFA, ale vítězství v Lize mistrů neobhájil a ročníku 2021 se nezúčastnil. Vítězem turnaje se stal jiný tým z Evropy, a to anglický klub Chelsea FC, pro který se jednalo o první vítězství v MS klubů v historii.

## Formát a pořadatelství
Původně měl být formát tohoto MS klubů odlišný – mělo jej hrát až 24 týmů a měl se odehrát v Číně během června a července 2021. Ovšem, vzhledem k nabité termínové listině kvůli posunům Letních olympijských her 2020 a důsledkům pandemie covidu-19 do fotbalových soutěží byly odloženy jak Olympijské hry, Mistrovství Evropy ve fotbale 2020, tak i Copa América 2021 z roku 2020 na rok 2021. FIFA na tomto základě oznámila, že nový formát MS klubů odkládá na roky 2021, 2022 nebo 2023.
Dne 4. prosince 2020 FIFA oznámila, že se použije starý formát a hostitelskou zemí bude Japonsko na konci roku 2021. Dne 8. prosince se Japonsko rozhodlo, že odstupuje od pořadatelství kvůli požadavkům na omezený počet diváků v hledišti vzhledem k pokračující pandemii. Zájem o pořádání turnaje vyjádřilo několik zemí, například Brazílie, Egypt, Katar, Saúdská Arábie, Jihoafrická republika nebo Spojené arabské emiráty. Dne 20. října 2021 oznámila FIFA, že pořadatelem budou Spojené arabské emiráty a že se termín posune z konce roku 2021 na začátek roku 2022.

## Kvalifikované týmy
| Tým                          | Konfederace | Způsob kvalifikace                 | Datum kvalifikace  |
| ---------------------------- | ----------- | ---------------------------------- | ------------------ |
| Kvalifikováni do semifinále  |             |                                    |                    |
| Chelsea FC                   | UEFA        | Vítěz Ligy mistrů UEFA 2020/21     | 29. května 2021    |
| Palmeiras                    | CONMEBOL    | Vítěz Copa Libertadores 2021       | 27. listopadu 2021 |
| Kvalifikováni do čtvrtfinále |             |                                    |                    |
| Al Ahly                      | CAF         | Vítěz Ligy mistrů CAF 2021         | 17. července 2021  |
| Al-Hilal                     | AFC         | Vítěz Ligy mistrů AFC 2021         | 23. listopadu 2021 |
| CF Monterrey                 | CONCACAF    | Vítěz Ligy mistrů CONCACAF 2020/21 | 28. října 2021     |
| Kvalifikováni do osmifinále  |             |                                    |                    |
| Al Jazira                    | Hostitel    | Vítěz Fotbalové ligy SAE 2020/21   | 20. října 2021     |
| AS Pirae                     | OFC         | Nominován OFC                      | 31. prosince 2021  |

## Stadiony
Místem utkání budou stadiony v Abu Zabí, které již dříve hostily utkání Mistrovství Asie ve fotbale 2019.

## Rozhodčí
Pro turnaj bylo jmenování pět hlavních rozhodčích, 10 pomezních rozhodčích a sedm videorozhodčích.

## Zápasy
Všechny časy jsou uvedeny v UTC+04:00.
|  | První kolo                       | První kolo                       |                                  |         | Druhé kolo                 | Druhé kolo                 |             |             | Semifinále | Semifinále |  |  | Finále                            | Finále                            |
|  | 3.2.2022 – Abu Dhabi (MBZ)       |                                  |                                  |         |                            |                            |             |             |            |            |  |  |                                   |                                   |
|  | Al Jazira Club                   | 4                                |                                  |         | 6.2.2022 – Abu Dhabi (MBZ) | 6.2.2022 – Abu Dhabi (MBZ) |             |             |            |            |  |  |                                   |                                   |
|  | Al Jazira Club                   | 4                                |                                  |         | 6.2.2022 – Abu Dhabi (MBZ) | 6.2.2022 – Abu Dhabi (MBZ) |             |             |            |            |  |  |                                   |                                   |
|  | AS Pirae                         | 1                                |                                  |         | Al-Hilal                   | 6                          |             |             |            |            |  |  |                                   |                                   |
|  | AS Pirae                         | 1                                | 9.2.2022 – Abu Dhabi (MBZ)       |         | Al-Hilal                   | 6                          |             |             |            |            |  |  |                                   |                                   |
|  |                                  |                                  |                                  |         | Al Jazira Club             | 1                          |             |             |            |            |  |  |                                   |                                   |
|  | Al-Hilal                         | 0                                |                                  |         | Al Jazira Club             | 1                          |             |             |            |            |  |  |                                   |                                   |
|  | Al-Hilal                         | 0                                |                                  |         |                            |                            |             |             |            |            |  |  |                                   |                                   |
|  |                                  |                                  | Chelsea FC                       | 1       |                            |                            |             |             |            |            |  |  |                                   |                                   |
|  |                                  |                                  | Chelsea FC                       | 1       |                            |                            |             |             |            |            |  |  |                                   |                                   |
|  |                                  |                                  | 12.2.2022 – Abu Dhabi (MBZ)      |         |                            |                            |             |             |            |            |  |  |                                   |                                   |
|  |                                  |                                  |                                  |         |                            |                            |             |             |            |            |  |  |                                   |                                   |
|  | Chelsea FC                       | 2 pp.                            |                                  |         |                            |                            |             |             |            |            |  |  |                                   |                                   |
|  | Chelsea FC                       | 2 pp.                            | 5.2.2022 – Abu Dhabi (Al Nahyan) |         |                            |                            |             |             |            |            |  |  |                                   |                                   |
|  |                                  | Palmeiras                        | 1                                |         |                            |                            |             |             |            |            |  |  |                                   |                                   |
|  |                                  |                                  | 1                                | Al Ahly | 1                          |                            |             |             |            |            |  |  |                                   |                                   |
|  | 8.2.2022 – Abu Dhabi (Al Nahyan) |                                  |                                  | Al Ahly | 1                          |                            |             |             |            |            |  |  |                                   |                                   |
|  |                                  | CF Monterrey                     | 0                                |         |                            |                            |             |             |            |            |  |  |                                   |                                   |
|  | Palmeiras                        | CF Monterrey                     | 0                                | 2       |                            |                            |             |             |            |            |  |  |                                   |                                   |
|  | Palmeiras                        | Páté místo                       | Páté místo                       | 2       |                            |                            | Třetí místo | Třetí místo |            |            |  |  |                                   |                                   |
|  |                                  | Páté místo                       | Páté místo                       |         | Al Ahly                    | 0                          | Třetí místo | Třetí místo |            |            |  |  |                                   |                                   |
|  | CF Monterrey                     | 3                                | Al-Hilal                         | 0       | Al Ahly                    | 0                          |             |             |            |            |  |  |                                   |                                   |
|  | CF Monterrey                     | 3                                | Al-Hilal                         | 0       |                            |                            |             |             |            |            |  |  |                                   |                                   |
|  | Al Jazira Club                   | 1                                | Al Ahly                          | 4       |                            |                            |             |             |            |            |  |  |                                   |                                   |
|  | Al Jazira Club                   | 1                                | Al Ahly                          | 4       |                            |                            |             |             |            |            |  |  |                                   |                                   |
|  | 9.2.2022 – Abu Dhabi (Al Nahyan) | 9.2.2022 – Abu Dhabi (Al Nahyan) |                                  |         |                            |                            |             |             |            |            |  |  | 12.2.2022 – Abu Dhabi (Al Nahyan) | 12.2.2022 – Abu Dhabi (Al Nahyan) |